# Muddervulkan
Muddervulkaner består af mudder eller andet finkornet mineralsk materiale blandet med vand, der presses op af gasser og strømmer ud på jordoverfladen. Gasserne kan være kulbrinte fra højtliggende gas- og olieforekomster, men kan også have egentlig vulkansk oprindelse. Temperaturen er meget lavere i disse muddervulkaner end temperaturerne man finder i ildvulkaner.